# Dimitris Pelkas
Dimitrios Prodromos Pelkas (griechisch Δημήτριος Πρόδρομος Πέλκας, * 26. Oktober 1993 in Giannitsa; auch kurz Dimitris Pelkas genannt) ist ein griechischer Fußballspieler, der seit Oktober 2020 beim türkischen Erstligisten Fenerbahçe Istanbul unter Vertrag steht. Er spielt in der Saison 2022/23 auf Leihbasis für den englischen Zweitligisten Hull City. Außerdem ist er Nationalspieler seines Heimatlandes. Er gehört durch seine fußballerischen Leistungen und erzielten Toren zu den denkwürdigen und unvergesslichen Fußballspielern der Vereinsgeschichte von PAOK Thessaloniki.

## Karriere
Pelkas ist ein technisch versierter und 1,77 m großer Mittelfeldspieler, genauer spielt er als Beidfüßer im offensiven Mittelfeld unter anderem als Hängende Spitze bzw. Spielgestalter. Gemäß einem transfermarkt.de-Autor „gilt [Pelkas] als Freistoßspezialist“. Sein Spitzname lautet bei PAOK „The Joker“.

### Verein

#### Anfänge und Leihstationen
Pelkas kam 1993 im nordgriechischen Giannitsa, eine Stadt in der zentralmakedonischen Präfektur Pella, auf die Welt. Hier begann er mit dem Vereinsfußball bei der Giannitson Athletic Academy und 2007 wechselte Pelkas mit 13 Jahren in die zentralmakedonische Hauptstadt Thessaloniki zu Fußball-Nachwuchsabteilung (PAOK-Academy) von PAOK Saloniki. Er stieg 2012 mit 18 Jahren in die erste Profimannschaft auf. Im August 2012 bestritt Pelkas als Einwechselspieler in der dritten Qualifikationsrunde der UEFA Europa League gegen den israelischen Erstligisten Bne Jehuda Tel Aviv sein Profidebüt und eine Woche später im Rückspiel feierte er als Joker auch sein Profitordebüt. Damit wurde Pelkas damals zu den jüngsten Torschützen der UEFA-Profivereinswettbewerbe in der PAOK-Vereinsgeschichte. Im September 2012 absolvierte er seine Super-League-Ligaprofipremiere gegen Atromitos Athen. Danach kam Pelkas zu weiteren neun Ligaspieleinsätzen und wurde am Saisonende 2012/13 mit PAOK griechischer Vizemeister.
Nach Beginn der Spielzeit 2013/14 wechselte er im August 2013 auf Leihbasis zum griechischen Zweitligisten Apollon Kalamarias und bestritt für diesen salonikischen Sportverein 18 Pflichtspiele alle in der Startelf und erzielte dabei sieben Tore. In der anschließenden Spielzeit (2014/15) wurde Pelkas erneut verliehen, diesmal zum portugiesischen Erstligisten Vitória Setúbal. Im Januar 2015 feierte er seine Erstliga-Torpremiere in Portugal, indem Pelkas im Ligaspiel gegen Moreirense FC als Joker in den Schlussminuten das Tor zum 2:1-Sieg erzielte. Für die westportugiesischen Hafenstädter absolvierte er 30 Pflichtspiele, bestehend aus Liga-, Pokal- und Ligapokalspielen, und erzielte vier Tore. Mit der Mannschaft sicherte Pelkas den Klassenerhalt und erreichten im portugiesischen Ligapokal als unbesiegter Gruppensieger vor Gruppenzweiter Sporting Lissabon das Halbfinale und schieden gegen den späteren Ligapokalsieger Benfica Lissabon aus.

#### Rückkehr zu PAOK
Nach zwei Leihstationen kehrte er als gereifter Fußballspieler zu PAOK zurück und mit ihm wurde sein Vertrag vorzeitig bis 2018 verlängert. Unter der Ägide der Fußballtrainer Igor Tudor und Vladimir Ivić entwickelte sich Pelkas in der Saison 2015/16 zum Stammspieler und bestritt 48 Pflichtspiele, erzielte neun Tore und bereitete mindestens sieben Tore vor. In der Folgesaison (2016/17) verhalf er mit drei Toren in sieben Pokalspieleinsätzen mit den griechischen Pokalwettbewerb mit PAOK nach 14 Jahren Pokaltitelabstinenz (2003) zu gewinnen, indem Pelkas im 4:0-Halbfinalrückspielsieg gegen den Pokalrivalen Panathinaikos mit einem direkten Freistoßtor die Egalisierung der 2:0-Hinspielniederlage einleitete. Später auch mit einer Torvorlage den Pokalfinaleinzug in die Wege einleitete.

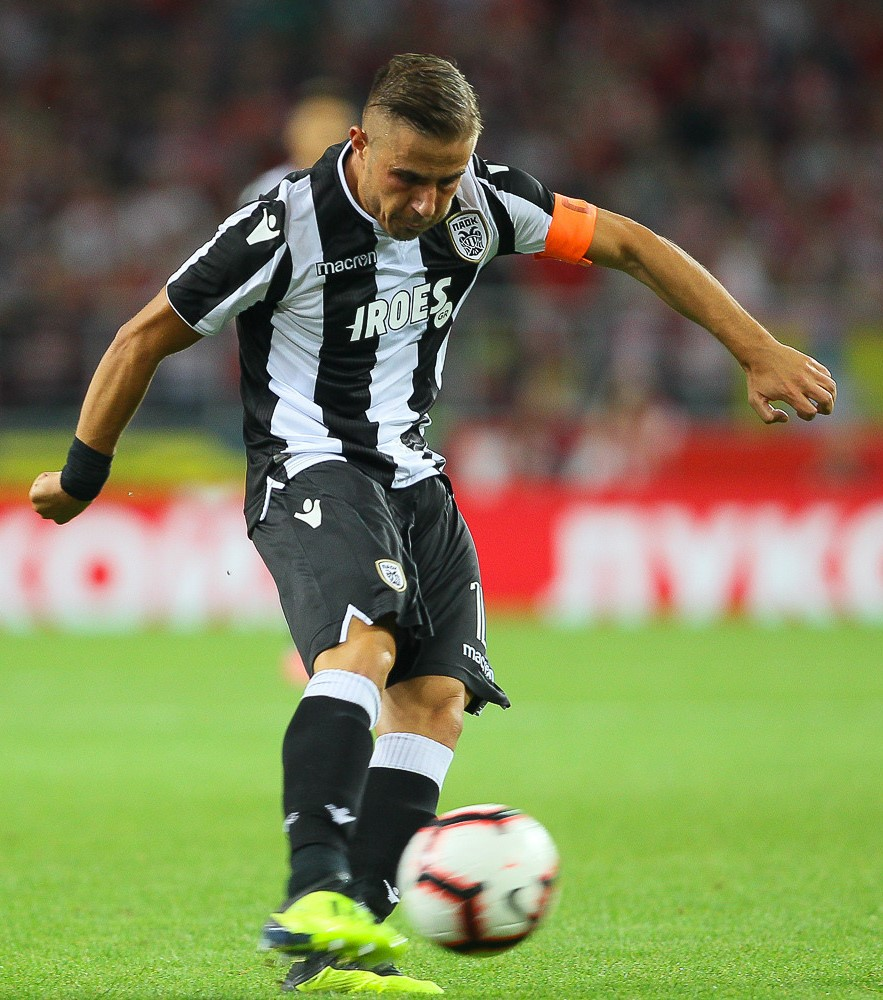
Pelkas beim Torschuss mit der Kapitänsbinde (2018)

In der Spielzeit 2017/18 stieg er unter dem Trainer Răzvan Lucescu zum stellvertretenden Mannschaftskapitän auf und mit ihm wurde im September 2017 erneut der Vertrag vorzeitig verlängert, diesmal bis 2021. Pelkas verteidigte mit PAOK im Mai 2018 gegen AEK Athen den griechischen Pokal und wurden somit erneut Pokalsieger. Worin er im Pokalfinale 2018 zum Schlüsselspieler wurde, indem er in der Nachspielzeit nach regulären 90 Spielminuten den entscheidenden 2:0-Endstand erzielte und somit endgültig für den Pokalsieg sorgte. Er beendete die griechische Ligasaison als Topspieler unter den besten Vorlagengebern der Liga.
In der Folgespielzeit (2018/19) gehörte Pelkas zu den Schlüsselspielern der legendären unbesiegten Ligameistermannschaft 2019. Am vorletzten Spieltag im April 2019 führte er die salonikischen Doppeladler als Mannschaftskapitän beim 5:0-Heimsieg über Levadiakos vorzeitig zum dritten griechischen Meistertitel nach 34 Jahren Meisterschaftsabstinenz (1985), des Weiteren beendete Pelkas erneut als Topspieler unter den besten Vorlagengebern die Liga. Später am 11. Mai 2019 führte Pelkas im griechischen Pokalfinale 2019 erneut PAOK gegen AEK Athen zu Pokaltitelverteidigung, indem er die Mannschaft als Mannschaftskapitän anführte und mit seiner Torvorlage für das einzige Tor im Finale sorgte. Somit hatte Pelkas maßgeblichen Anteil am Pokalsieg und am nationalen Double. In der Saison 2019/20 spielte er erneut mit den salonikischen Doppeladler um die griechische Meisterschaft und griechischen Pokalfinaleinzug mit, aber in der entscheidenden Phase gegen Saisonende konnte Pelkas seine Mannschaft nicht unterstützen, aufgrund einer mehrwöchigen Oberschenkelverletzung.

#### Wechsel an den Bosporus und Leihe

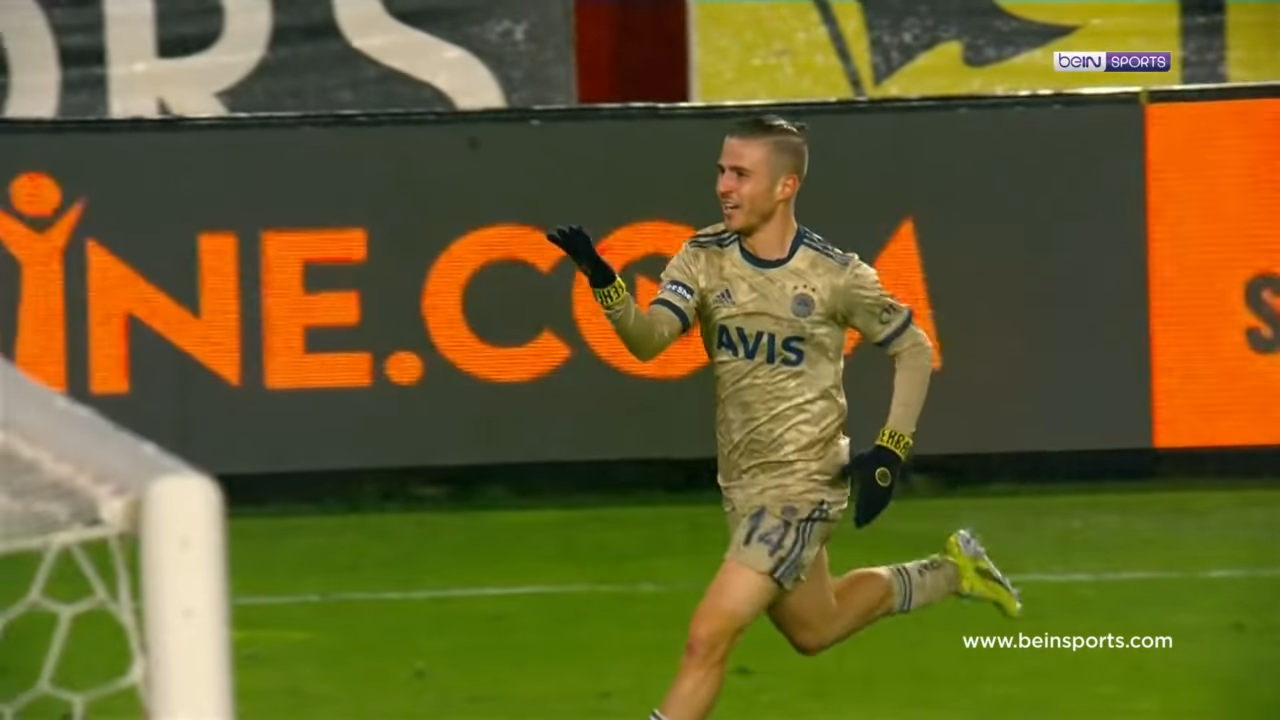
Pelkas bejubelt sein Tor gegen Trabzonspor (Februar 2021)

Pelkas entschloss sich nach Saisonbeginn im Oktober 2020 nach 13-jährigen PAOK-Vereinszugehörigkeit und nach 201 Profi-Pflichtspieleinsätzen, erzielten 44 Tore und 33 Torvorbereitungen für PAOK gegen einen Verbleib in Griechenland und wechselte an den Bosporus zum türkischen Erstligisten Fenerbahçe Istanbul. Beim Fenerbahçe unterschrieb er einen Vertrag über drei Jahre. Am 18. Oktober 2020 gab er beim 3:2-Auswärtssieg in der Süper Lig gegen Göztepe Izmir seine Spiel- und Torpremiere für den Fenerbahçe. In diesem Ligaspiel erzielte Pelkas die entscheidende zwischenzeitliche 3:1-Auswärtsführung, wo es zum Sieg führte und wurde damit der erste griechische Fußballtorschütze der Fenerbahçe-Vereinsgeschichte in der Süper Lig. Er schloss die Hinrunde 2020/21 als erfolgreichster offensiver Leistungsträger von Fenerbahçe ab, indem Pelkas in Pflichtspielen an zehn von insgesamt 43 erzielten Toren beteiligt war. Somit hatte er als Einzelspieler den höchsten prozentualen Torbeteiligungsbeitrag geleistet.
Am Saisonende 2020/21 wurde Pelkas mit dem Fenerbahçe Meisterschaftsdritter. Er trug mit seinen Leistungen nach Toren und Torvorlagen bei und gehörte zu den offensiven Leistungsträgern seiner Mannschaft an. Den Saisonanfang 2021/22 verpasste Pelkas mit einer Luxation an der Schulter. Über die Saison gehörte er zum Stammkader an. Er kam mehrheitlich als Einwechselspieler zu Einsätzen und beendete die Saison im April 2022 frühzeitig mit einer Verletzung an der Plantarfaszie. Zur Saison 2022/23 wurde unter dem neuen Fenerbahçe-Cheftrainer eine fußballerische Kaderrevision durchgeführt und weitere Mittelfeldspieler verpflichtet. Woraufhin Pelkas Anfang September 2022 nach Ligasaisonstart auf Leihbasis für eine Saison zum englischen Zweitligisten Hull City wechselte.

### Nationalmannschaft
Pelkas durchlief zwischen 2012 und 2013 die griechischen Nachwuchsnationalmannschaften von der U19 bis U21. Dabei bestritt er insgesamt elf Länderspiele für die Nachwuchsmannschaften. Er nahm als Einwechselspieler am Qualifikationsturnier der U21-Europameisterschaft 2013 und am Endturnier der U20-Weltmeisterschaft 2013 in der Türkei teil.
Aufgrund seiner fußballerischen Leistungen beim griechischen Erstligisten PAOK Saloniki kam Pelkas mit 21 Jahren zu den Qualifikationsspielen zur Europameisterschaft 2016 im Oktober 2015 zu seiner ersten A-Länderspielberufung und zu seinem A-Länderspieldebüt und später auch zu seinem A-Länderspiel-Startelfdebüt. Des Weiteren nahm er an den A-Länderspielen von den Qualifikationsturnieren der Weltmeisterschaft 2018, 2022, der Europameisterschaft 2021 teil und auch an der UEFA Nations League (2018/19, 2020/21).

## Erfolge
- PAOK Saloniki
  - Griechische Meisterschaft (Super League)
    - 1 × Meister: 2018/19[9]
    - 4 × Vizemeister: 2012/13, 2016/17, 2017/18, 2019/20[34]

  - Griechischer Pokal (Kipelo Elladas)
    - 3 × Sieger: 2016/17, 2017/18, 2018/19[9]

- Fenerbahçe Istanbul
  - Türkische Meisterschaft (Süper Lig)
    - Vizemeister 2021/22[34]

## Auszeichnungen
Pelkas wurde für seine individuellen Leistungen per Fan-Wahl mehrmals ausgezeichnet.
- PAOK-Auszeichnungen
  - 6 × MVP des Monats: Juli 2015,[40] September 2017, Dezember 2017, April 2018,[41] September 2019,[42] Oktober 2019[10]
  - 5 × Tor des Monats: August 2015,[43] März 2017,[44] April 2017,[8] Dezember 2017,[45] April 2018[46]
  - 2 × Tor der Saison: 2016/17, 2017/18[47]
  - 2 × Tor des Jahres: 2015,[48] 2017[49]
  - 1 × All-Star des Jahrzehnts: 2010er als offensiver Mittelfeldspieler[50]
  - uvm.

- beIN Sports Auszeichnung
  - 4 × Tor des Spieltages der türkischen „Süper Lig“: 17., 27., 35. Spieltag der Saison 2020/21; 30. Spieltag der Saison 2021/22[51]